# Franz Bader
Franz Bader (Schwäbisch Gmünd, 14 de outubro de 1922 — Ludwigsburg, 27 de novembro de 2018) foi um físico alemão.

## Vida
Bader estudou física de 1941 a na Universidade de Stuttgart. Trabalhou como professor auxiliar e  fez em 1947 o primeiro e em 1948 o segundo Staatsexamen para lecionar em ginásios. Em 1948 tornou-se professor ginasial de física e matemática. Obteve um doutorado em 1954 na Universidade de Stuttgart com a tese Gruppentheorie und Quantenmechanik des Ferromagnetismus. Trabalhou como professor ginasial de física em ginásios em Ludwigsburgo e Stuttgart.
Publicou diversos livros escolares de física. Com Friedrich Dorn publicou o clássico de física ginasial Dorn-Bader Physik (ISBN 978-3507107243), publicado pela Schroedel Verlag a primeira vez em 1957.
Em 1998 Franz Bader foi condecorado com o Prêmio Robert Wichard Pohl.